# Hīt
Hīt (arabisch هيت; manchmal auch Heet geschrieben) ist eine irakische Stadt in der Provinz al-Anbar. Sie liegt etwa 40 Kilometer nordwestlich der Provinzhauptstadt Ramadi und hatte 2003 über 34.000 Einwohner.
Hīt liegt am größten Strom Vorderasiens, dem Euphrat. Heute ist sie ein Zentrum landwirtschaftlicher Produktion und Standort mehrerer Pipelines, die hier den Fluss überqueren und zum Mittelmeer führen. Ein Wahrzeichen der Stadt ist die Al Sharqi-Moschee mit einem auffälligen Minarett in der Nähe der Euphratbrücke.

## Lage
Hīt liegt im nördlichen Teil des Irak, nahe der Provinzhauptstadt Ramadi sowie der Landeshauptstadt Bagdad. Etwa 30 Kilometer nordöstlich liegt der im späten 20. Jahrhundert angestaute und bis zu 2500 Quadratkilometer große Tharthar-See. Südöstlich liegt der wesentlich ältere al-Habbaniyya-See. Der größte Teil der Stadt erstreckt sich entlang dem rechten Euphratufer.

## Geschichte
Die Stadt wurde auf zwei Hügeln bei der antiken Siedlung Is (altgriechisch Ἴς, etwa bei Herodot) erbaut, die am gleichnamigen Fluss Is lag, einem Zufluss des Euphrat. Die Stätte war in der präindustriellen Geschichte bekannt für leicht erschließbare Vorkommen von Bitumen. Bereits im 3. Jahrtausend v. Chr. wurde der Rohstoff in Mesopotamien gefördert und zum Abdichten von Flechtwerk sowie als Ziegelrohstoff eingesetzt, später auch zum Kalfatern von Schiffen sowie als Brennmaterial. Um 1400 v. Chr. soll Bitumen aus der Stadt bereits bis nach Ägypten exportiert worden sein. Es wurden verschiedene aus antiken Quellen bekannte Orte mit Hīt identifiziert: Ihi aus babylonischen und Ist aus ägyptischen Inschriften, Ahava aus dem Buch Esra, Aeipolis aus hellenistischer Zeit. Die Bedeutung der Stadt ergibt sich aus Überlieferungen zu Grenzdisputen, etwa im 17. Jahrhundert v. Chr. zwischen Mari und Alt-Babylon Hammurapis (dort als Hit); im 9. Jahrhundert v. Chr. zwischen Neu-Assur und Neu-Babylon.
Im 4. Jahrhundert n. Chr. wurde die Stadt bei Feldzügen zwischen Römern und Persern geplündert. In der Abbasidenzeit war Hīt dann eine befestigte Ortschaft, welche etwa dreißig Dörfer der Umgebung kontrollierte. 906 plünderten die Qarmaten und Banu Kalb neben anderen Orten auch Hīt.
Seit dem Tod des Islamgelehrten ʿAbdallāh ibn al-Mubārak (736–794) wird sein Grab in Hīt geehrt.
Im Ersten Weltkrieg war der Ort ein Zwischenziel im Mesopotamienfeldzug der britischen Armee im Kampf gegen das Osmanische Reich. Der ganze Irak fiel anschließend in das Mandatsgebiet Mesopotamien. Ein britischer Bericht aus den 1930er Jahren beschreibt Hīt als einen Ort mit 6000 Einwohnern, darunter 55 Juden. Die antiken Stadtmauern mit zwei Toren seien durchlöchert gewesen, die Stadt sei von weiten Pflanzungen umgeben. Sieben Bitumenquellen sorgten für einen monatlichen Ausstoß von 150 bis 300 Tonnen. Neben Bitumen trete auch Schwefel hier an die Erdoberfläche, was der Stadt den Ruf eingebracht habe, schlecht zu riechen. Der Steinbruch von Jaladiya nordwestlich der Stadt biete Kalkstein guter Qualität; ein weiterer Industriezweig sei der Bau von hölzernen Flussbooten. Ein weiterer Industriezweig war eine Saline südwestlich der Stadt.

### Irakkrieg und Folgezeit
Gegen Ende des Irakfeldzugs der USA diente die Stadt im April 2003 kurzzeitig als Rückzugsort Saddam Husseins. Nach Kriegsende (offiziell: 1. Mai 2003) war Hīt in der darauf folgenden Besatzungszeit mehrfach Schauplatz von Gewalt. Schon am 30. Mai 2003 verbreitete sich etwa das Gerücht, die lokale Polizei helfe der US-Armee bei Hausdurchsuchungen nach Waffen. Dies nahm eine Menschenmenge zum Anlass, Polizeikräfte mit Steinen zu bewerfen und Polizeifahrzeuge anzuzünden. Am 22. Juni desselben Jahres explodierte eine Pipeline nahe Hīt; Hintergrund war vermutlich ein Sabotageakt. Im Verlauf des Jahres 2004 gelangte die Stadt dann unter Kontrolle von aufständischen Kräften. Am 9. Mai 2005 starben 17 Söldner im Auftrag der US-Armee bei einem Überfall auf einen Konvoi nahe der Stadt. Im Februar 2007 kesselten rund eintausend US-Soldaten die Stadt ein, um al-Qaida-Kämpfer festzunehmen; danach sicherten sie die Stadt (Operation Shurta Nasir). Am 28. April 2007 ereignete sich ein Selbstmordattentat in der Stadt mit 15 Toten und 35 Verletzten; in der Folgezeit verstärkte die US-Armee ihre Truppen in der Stadt. Im Februar 2008 verließen die US-Streitkräfte demonstrativ eine weitgehend gesicherte Stadt unter Kontrolle irakischer Sicherheitskräfte.
Von Dezember 2013 bis zum 14. April 2016 stand die Stadt unter Kontrolle der Organisation Islamischer Staat. Bei Massenexekutionen in al-Anbar töteten IS-Kämpfer Ende Oktober 2014 hunderte Menschen, mindestens 100 davon in Hīt. Im Jahr 2016 entdeckte Massengräber bei der Stadt enthielten über 200 Leichen. Auch nach der Befreiung durch die irakische Armee ereigneten sich neue Anschläge. Am 11. April 2016 gab es bei einem Selbstmordattentat 6 Tote und 12 Verletzte, am 30. Mai 2017 gab es bei einem weiteren Selbstmordattentat 17 Tote und 35 Verletzte.

## Verkehr
An der westlichen Stadtgrenze befindet sich ein Bahnhof, über den Zugverbindungen nach Norden, Süden und Westen bestehen. Parallel zur Nord-Süd-Strecke verläuft die Fernstraße 12, die auf einer Länge von 240 Kilometern von Al Ramadi bis zur Grenze zu Syrien führt. Östlich des Euphrat verläuft eine weitere Schnellstraße.
Bis zum Niedergang des Schiffsverkehrs auf dem Euphrat galt Hīt als letzter ganzjährig schiffbarer Binnenhafen, wenn auch nur für Schiffe mit einem Tiefgang von nicht mehr als 3 m. Flussaufwärts der Stadt wurden unter anderem Wasserräder betrieben; dahinter behindern verschiedene Stromschnellen und Untiefen die weitere Schiffbarkeit. Es herrscht ein generell steileres Flussgefälle. Dennoch gab es vereinzelt auch Schiffsexpeditionen bis flussauf nach al-Qa'im. Bevor im 20. Jahrhundert die Brücke über den Fluss errichtet wurde, gab es in Hīt über den Euphrat nur eine Fährverbindung.